# Martin Seimen
Martin Seimen ist österreichischer Musikproduzent, Komponist, Arrangeur und Keyboarder.

## Leben
Er startete seine Karriere am Landestheater Linz, wo er fast 20 Jahre lang als musikalischer Leiter, Arrangeur, Komponist und Musiker tätig war. Bekannt wurde Seimen für seine bisher unerreichten Zuschauerrekorde in den Kammerspielen mit Linie 1 sowie im U-Hof mit No(n)sense. Im Theater arbeitete er unter anderem mit Ephraim Kishon, Sam Buntrock und George Isherwood.
In den 1980ern gründete er mit Ewald Tröbinger die New-Wave Band Superfeucht und war in etlichen weiteren Bands als Keyboarder und Arrangeur tätig. Gleichzeitig baute er kontinuierlich sein Tonstudio planetm sound department auf.
Seit 1998 ist er im Radiobereich als Sound-Designer und Produzent tätig. Im Studio produzierte er unter anderem mit Hans Söllner, Alvin Lee, Waterloo & Robinson, Waterloo, Roberto Blanco, Mat Schuh und Samy Jones. Live spielte er unter anderem mit Zucchero, Harry Stojka, Waterloo & Robinson, Waterloo, Mat Schuh, Althea Bridges und arbeitete mit Tim Mälzer, Ingolf Lück, bei der Rocky Horror Show Reloaded mit Richard O’Brien sowie als Musical Director bei der Live Show der RTL-Supertalente.
Martin Seimen ist Inhaber des Labels und Verlages PlanetM.